# Адаптивная ценность
Адаптивная ценность (лат. adaptatio — приспособление) — совокупное влияние всех признаков, влияющих на приспособленность индивида или популяции.

## Описание
Адаптивная ценность или селективная ценность увеличивает способности животного к выживанию за счёт использования источников пищи, охоты на добычу, избегания хищников. Играет важную роль в успешном воспроизводстве оплодотворения яйцеклетки и повышения шансов на выживание потомства.